# Jerusalém (província)
A Província de Quds (em árabe: محافظة القدس, translit. Muḥāfaẓat al-Quds; em hebraico:  נפת אל-קודס, romanizado:  Nafah al-Quds), também Província de Jerusalém, é uma das 16 províncias da Palestina e está localizada na parte central da Cisjordânia. O atual governador, nomeado pela Autoridade Nacional Palestina, é Adnan Ghaith desde 2018,  que sucedeu a Adnan al-Husayni, nomeado em 2008. A Província tem dois subdistritos: Jerusalém J1, que inclui as localidades dentro do território controlado pelo município israelense de Jerusalém (Jerusalém Oriental), e Jerusalém J2, que inclui as partes restantes da Província de Jerusalém. A capital distrital do governo é Jerusalém Oriental (al-Quds).
A área total da província é de 344 km2. De acordo com o Bureau Central de Estatísticas da Palestina, a província tinha uma população de 429.500 residentes em 2005, representando 10,5% dos palestinos que viviam nos territórios palestinos em 2022, a população havia aumentado para 482.854, conforme estatísticas oficiais.